# 祐国寺
祐国寺（ゆうこくじ）は岐阜県本巣市にある浄土真宗本願寺派の寺院で、本尊は阿弥陀如来。山号は清巣山で、山口領主古田氏の菩提寺である。
創建不詳。もとは祐国院という天台宗の寺院であったと伝わる。明応5年（1496年）に美濃国山口城主古田総兵衛がその女婿、教光を中興開山として浄土真宗の寺院に改めている。もとは阿弥陀如来画像を祀っていたが、江戸時代を通じて寺格が上がり、慶長年間には阿弥陀如来木造を祀るようになり、更に後には七高僧画像および宗祖親鸞肖像を祀ることを許されている。
6月には織部忌が営まれているほか、寺宝として古田総兵衛画像、古田重然（織部）画像を所蔵している。